# Атіліо Кремаскі
Атіліо Кремаскі Ойарзун (ісп. Atilio Cremaschi Oyarzún, 8 березня 1923, Пунта-Аренас — 3 вересня 2007, Сантьяго) — чилійський футболіст, що грав на позиції нападника, за клуби «Уніон Еспаньйола» та «Коло-Коло», а також національну збірну Чилі.
Чотириразовий чемпіон Чилі. Володар Кубка Чилі. 

## Клубна кар'єра
У футболі дебютував 1941 року виступами за команду «Уніон Еспаньйола», в якій провів дванадцять сезонів. 
Своєю грою за цю команду привернув увагу представників тренерського штабу клубу «Коло-Коло», до складу якого приєднався 1953 року. Відіграв за команду із Сантьяго наступні п'ять сезонів своєї ігрової кар'єри. Більшість часу, проведеного у складі «Коло-Коло», був основним гравцем атакувальної ланки команди. У складі «Коло-Коло» був одним з головних бомбардирів команди, маючи середню результативність на рівні 0,36 голу за гру першості.
Завершив професійну ігрову кар'єру у клубі «Рейнджерс» (Талька), за команду якого виступав протягом 1959—1964 років.

## Виступи за збірну
1945 року дебютував в офіційних матчах у складі національної збірної Чилі. Протягом кар'єри у національній команді провів у її формі 34 матчі, забивши 11 голів.
У складі збірної був учасником чотирьох чемпіонатів Південної Америки: 1945 року у Чилі, 1946 року в Аргентині, 1949 року у Бразилії, 1953 року у Перу.
У складі збірної був учасником чемпіонату світу 1950 року у Бразилії, де зіграв з Англією (0-2), Іспанією (0-2) і США (5-2).
Помер 3 вересня 2007 року на 85-му році життя у місті Сантьяго.

## Титули і досягнення
- Чемпіон Чилі (4):

«Уніон Еспаньйола»: 1943, 1951
«Коло-Коло»: 1953, 1956
- Володар Кубка Чилі (1):

«Коло-Коло»: 1958
- Бронзовий призер Чемпіонату Південної Америки: 1945